# Jalil Zandi
Jalil Zandi (2 de mayo de 1951 - 1 de abril de 2001) fue un piloto de combate de la Fuerza Aérea de Irán que sirvió durante toda la Guerra Irán-Irak. Su historial lo califica como un as de la aviación y el piloto más exitoso de ese conflicto en el combate aire-aire. También lo convirtió en el piloto de F-14 Tomcat más exitoso de la historia.

## Carrera

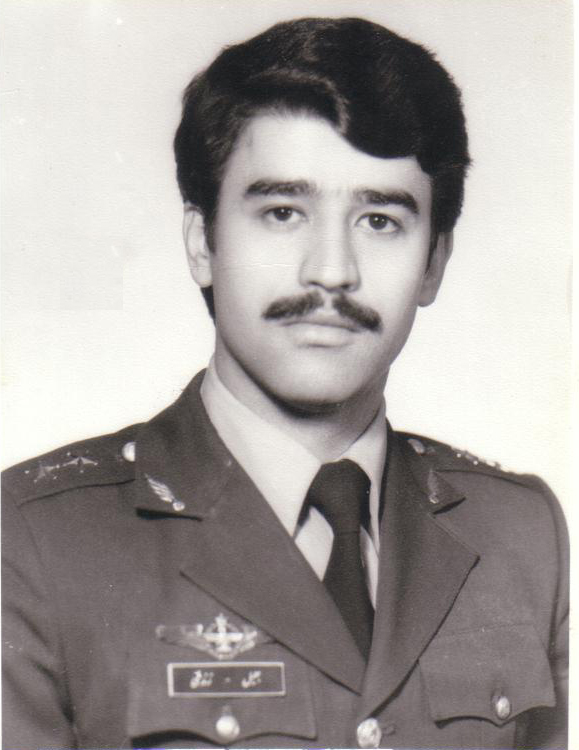
Jalil Zandi (1974).

Jalil Zandi comenzó en el IIAF y se quedó para servir en el IRIAF cuando era algo peligroso para los pilotos continuar su servicio militar. Mientras era mayor, a menudo se enfrentaba con su superior, el teniente coronel Abbas Babaei. El trato dado por Abbas Babai a los expilotos de la antigua IIAF, fue bastante "notorio por su trato despiadado de los pilotos y oficiales", considerado desleal al nuevo régimen y debido a esto, Jalil Zandi fue condenado a diez años de prisión. Cuando estuvo en prisión, lo amenazaron con ser sentenciado a muerte, pero, a petición del comandante de la fuerza aérea de entonces y de muchos otros pilotos de la fuerza aérea, fue liberado después de seis meses.

## Guerra Irán-Irak
La carrera que llevó a Zandi a convertirse en as, fue en la guerra con el país vecino, en donde obtuvo su fama como piloto de F-14 Tomcat durante la Guerra Irán-Irak. Al principio el y sus compañeros estaban encarcelados en el momento del conflicto, pero pronto el nuevo régimen iraní, liderado por el Ayatola Ruhollah Jomeini, vio la necesidad de detener los ataques de los interceptores y aviones de reconocimiento MiG-25 iraquíes, que volaban a placer sobre Irán, por ello el nuevo régimen saco a los pilotos de la cárcel, logrando reunir a 64 pilotos leales y 124 operadores de radar, de entre estos pilotos se encontraba Zandi. Se le ha acreditado de manera confiable el derribo de 11 aeronaves iraquíes (8 confirmaron el examen de victoria con los documentos de inteligencia de EE. UU. Publicados según la investigación de la FOIA y 3 victorias probables). Las victorias incluyen de manera oficial, a cuatro MiG-23BN/MF/ML, dos Su-22M, dos MiG-21MF/BIS y tres Mirage F-1EQ. Esto lo convierte en el piloto de F-14 Tomcat más exitoso de la historia.
Zandi es el piloto con más bajas aéreas de la guerra, superando al coronel iraquí Mohomed Rayyan, quien en su MiG-25PD, derribo a 10 aviones de la IRIAF, antes de ser derribado y muerto por un F-14 de la unidad de Zandi. También es el segundo piloto con más victorias aéreas en aviones supersónicos, solo por detrás del israelí Giora Eptein con 17 victorias a bordo del Mirage-III/Nesher.

## Posguerra
Su último cargo oficial, antes de su muerte, fue diputado de planificación y organización de la Fuerza Aérea Iraní.
Murió con su esposa Zahra Moheb Shahedin en 2001 en un accidente automovilístico cerca de Teherán. Está enterrado en el cementerio de Behesht-e Zahra, en el sur de Teherán. Tuvo tres hijos: Vahid, Amir y Nader.